# Deutsche Cadre-47/1-Meisterschaft 1982/83

Veranstaltungsort: Gladbeck

Die Deutsche Cadre-47/1-Meisterschaft 1982/83 ist eine Billard-Turnierserie und fand am 15. Oktober 1982 in Gladbeck zum 17. Mal statt.

## Geschichte
Thomas Wildförster gewann in Gladbeck seinen vierten Titel im Cadre 47/1 und schloss damit zu Dieter Müller auf, der ebenfalls vier Titel auf seiner Agenda stehen hatte. Er beendete damit sein bisher erfolgreichstes Jahr, da er im März in Luzern bereits seinen ersten Europameistertitel (auch im Cadre 47/1) bei den Herren gewann. Seine erste Medaille in dieser Disziplin sicherte sich der Münchner Wolfgang Zenkner vor Titelverteidiger und Lokalmatador Günter Siebert.

## Modus
Gespielt wurde im K.-o.-System auf zwei Gewinnsätze bis 100 Punkte. In der Qualifikation wurde bis 200 Punkte oder 20 Aufnahmen gespielt.
Die Endplatzierung ergab sich aus folgenden Kriterien:
1. Matchpunkte
2. Satzpunkte
3. Generaldurchschnitt (GD)
4. Bester Einzeldurchschnitt (BED)
5. Höchstserie (HS)

## Teilnehmer nach der Qualifikation
1. Günter Siebert (BSV Duisburg-Hochfeld 74) (Titelverteidiger)
2. Thomas Wildförster (BSV Velbert)
3. Wolfgang Zenkner (BSV München)
4. Klaus Hose (DBC Bochum 1926)
5. Hans Wernikowski (Dortmunder BVg 26/35)

## Turnierverlauf
| #                          | Name                                       | MP  | GD    | BED   | HS |
| -------------------------- | ------------------------------------------ | --- | ----- | ----- | -- |
| 1                          | Wolfgang Zenkner (BSV München)             | 6:0 | 14,63 | 22,22 | 69 |
| 2                          | Willi Steinberger (BC Kempten)             | 4:2 | 9,86  | 13,33 | 52 |
| 3                          | Klaus Müller (BC Viktoria 09 Neunkirchen)  | 2:4 | 11,00 | 8,45  | 67 |
| 4                          | Fritz Günther (BC Viktoria 09 Neunkirchen) | 0:6 | 6,45  | –     | 34 |
| Turnierdurchschnitt: 10,16 |                                            |     |       |       |    |

| MP    | Match Punkte (Sieger = 2; Unentschieden = 1; Verlierer = 0) |
| SV    | Satzverhältnis (nur bei Turnieren im Satzsystem)            |
| Pkte. | Erzielte Karambolagen                                       |
| Aufn. | benötigte Aufnahmen                                         |
| GD    | Generaldurchschnitt                                         |
| MGD   | Mannschafts-Generaldurchschnitt                             |
| BED   | Bester Einzeldurchschnitt eines Spielers                    |
| BEMD  | Bester Einzeldurchschnitt einer Mannschaft                  |
| BSD   | Bester Satzdurchschnitt eines Spielers                      |
| HS    | Höchstserie                                                 |
| WRP   | Weltranglistenpunkte                                        |

| #                          | Name                                     | MP  | GD    | BED   | HS  |
| -------------------------- | ---------------------------------------- | --- | ----- | ----- | --- |
| 1                          | Thomas Wildförster (BSV Velbert)         | 6:0 | 18,18 | 22,22 | 149 |
| 2                          | Werner Schaar (BSV Duisburg-Hochfeld 74) | 3:3 | 7,60  | 14,28 | 46  |
| 3                          | Dieter Wirtz (BSV Duisburg-Hochfeld 74)  | 2:4 | 17,07 | 40,00 | 71  |
| 4                          | Volker Simanowski (BSV Velbert)          | 1:5 | 7,29  | 6,25  | 71  |
| Turnierdurchschnitt: 11,17 |                                          |     |       |       |     |

| MP    | Match Punkte (Sieger = 2; Unentschieden = 1; Verlierer = 0) |
| SV    | Satzverhältnis (nur bei Turnieren im Satzsystem)            |
| Pkte. | Erzielte Karambolagen                                       |
| Aufn. | benötigte Aufnahmen                                         |
| GD    | Generaldurchschnitt                                         |
| MGD   | Mannschafts-Generaldurchschnitt                             |
| BED   | Bester Einzeldurchschnitt eines Spielers                    |
| BEMD  | Bester Einzeldurchschnitt einer Mannschaft                  |
| BSD   | Bester Satzdurchschnitt eines Spielers                      |
| HS    | Höchstserie                                                 |
| WRP   | Weltranglistenpunkte                                        |

| #                         | Name                                         | MP  | GD    | BED   | HS |
| ------------------------- | -------------------------------------------- | --- | ----- | ----- | -- |
| 1                         | Hans Wernikowski (Dortmunder BVg 26/35)      | 6:0 | 10,17 | 16,66 | 80 |
| 2                         | Werner Naruhn (BC Feldmark 34 Gelsenkirchen) | 4:2 | 8,30  | 10,00 | 43 |
| 3                         | Heinz Voßmerbäumer (DBC Bochum 1926)         | 2:4 | 8,75  | 11,76 | 57 |
| 4                         | Nicolaas van Dijk (BC Gütersloh)             | 0:6 | 5,65  | –     | 56 |
| Turnierdurchschnitt: 8,27 |                                              |     |       |       |    |

| MP    | Match Punkte (Sieger = 2; Unentschieden = 1; Verlierer = 0) |
| SV    | Satzverhältnis (nur bei Turnieren im Satzsystem)            |
| Pkte. | Erzielte Karambolagen                                       |
| Aufn. | benötigte Aufnahmen                                         |
| GD    | Generaldurchschnitt                                         |
| MGD   | Mannschafts-Generaldurchschnitt                             |
| BED   | Bester Einzeldurchschnitt eines Spielers                    |
| BEMD  | Bester Einzeldurchschnitt einer Mannschaft                  |
| BSD   | Bester Satzdurchschnitt eines Spielers                      |
| HS    | Höchstserie                                                 |
| WRP   | Weltranglistenpunkte                                        |

### Finalrunde
| Name               | MP  | SP  | 1. Satz | 2. Satz | 3. Satz | Pkte. | Aufn. | GD    | BSD   | HS |
| ------------------ | --- | --- | ------- | ------- | ------- | ----- | ----- | ----- | ----- | -- |
| Halbfinale         |     |     |         |         |         |       |       |       |       |    |
| Günter Siebert     | 0:2 | 0:4 | 38(8)   | 10(2)   |         | 48    | 10    | 4,80  | –     | 10 |
| Thomas Wildförster | 2:0 | 4:0 | 100(8)  | 100(2)  |         | 200   | 10    | 20,00 | 50,00 | 91 |
| Wolfgang Zenkner   | 2:0 | 4:0 | 100(4)  | 100(8)  |         | 200   | 12    | 16,66 | 25,00 | 77 |
| Hans Wernikowski   | 0:2 | 0:4 | 75(4)   | 64(8)   |         | 139   | 12    | 11,58 | –     | 46 |
| Spiel um Platz 3   |     |     |         |         |         |       |       |       |       |    |
| Günter Siebert     | 2:0 | 4:2 | 71(8)   | 100(6)  | 100(6)  | 271   | 20    | 13,55 | 16,66 | 54 |
| Hans Wernikowski   | 0:2 | 2:4 | 100(8)  | 29(6)   | 54(6)   | 183   | 20    | 9,15  | 12,50 | 37 |
| Finale             |     |     |         |         |         |       |       |       |       |    |
| Thomas Wildförster | 2:0 | 4:2 | 84(4)   | 100(3)  | 100(6)  | 284   | 13    | 21,84 | 33,33 | 88 |
| Wolfgang Zenkner   | 0:2 | 2:4 | 100(4)  | 25(3)   | 42(6)   | 167   | 13    | 12,84 | 25,00 | 79 |

### Abschlusstabelle
| MP    | Match Points (Sieger = 2; Unentschieden = 1; Verlierer = 0) |
| Pkte. | Erzielte Karambolagen                                       |
| Aufn. | Benötigte Versuche                                          |
| GD    | Generaldurchschnitt                                         |
| BED   | Bester Einzeldurchschnitt eines Spielers                    |
| HS    | Höchstserie                                                 |
|       | Bester GD des Turniers                                      |
|       | Bester ED des Turniers                                      |
|       | Beste HS des Turniers                                       |
|       | 1. Platz (Gold)                                             |
|       | 2. Platz (Silber)                                           |
|       | 3. Platz (Bronze)                                           |

| Endklassement              | Endklassement      | Endklassement | Endklassement | Endklassement | Endklassement | Endklassement | Endklassement | Endklassement | Endklassement |
| Platz                      | Name               | MP            | SP            | Pkt.          | Aufn.         | GD            | BED           | BSD           | HS            |
| -------------------------- | ------------------ | ------------- | ------------- | ------------- | ------------- | ------------- | ------------- | ------------- | ------------- |
| 1                          | Thomas Wildförster | 4:0           | 8:2           | 484           | 23            | 21,04         | 21,84         | 50,00         | 91            |
| 2                          | Wolfgang Zenkner   | 2:2           | 6:4           | 367           | 25            | 14,68         | 16,66         | 25,00         | 79            |
| 3                          | Günter Siebert     | 2:2           | 4:6           | 319           | 30            | 10,63         | 13,55         | 16,66         | 54            |
| 4                          | Hans Wernikowski   | 0:4           | 2:8           | 322           | 32            | 10,06         | –             | 12,50         | 46            |
| Turnierdurchschnitt: 13,56 |                    |               |               |               |               |               |               |               |               |